# Wapen van Heerenveen

Wapen van Heerenveen

Het wapen van Heerenveen werd vastgesteld bij Koninklijk Besluit van 24 oktober 1935.

## Beschrijving
Gedeeld:
- I: In azuur een gebroken rad van zilver en daaronder en schuin geplaatst zilveren zwaard met een gouden gevest.
- II: In zilver een geplante boom van sinopel, aan weerszijden van de stam vergezeld van een liggende turf van sabel.

Het schild gedekt door een gouden gravenkroon, uitgevoerd met drie rode en twee groene stenen, drie bladeren (met in het midden een hele en aan beide zijkanten een halve) en twee paarlen.

## Geschiedenis
Van 1812 tot 1816 bestond er een gemeente Heerenveen, die was ontstaan uit de vroegere plaats Heerenveen. Deze gemeente had geen officieel wapen. Het oude dorpswapen bestond uit een in drieën gedeeld schild van groen, zilver en rood. Na de opheffing in 1816 bestond er gedurende meer dan een eeuw geen zelfstandige gemeente Heerenveen. De nieuw opgerichte gemeente Heerenveen werd in 1934 gevormd door fusie van de gemeente Aengwirden, een groot deel van Schoterland en een deel van Haskerland. Onderdelen van de wapens van Aengwirden en Schoterland zijn terug te vinden in het nieuwe wapen van Heerenveen:
- Het heraldische rechterdeel (voor de toeschouwer links), met rad en zwaard is deel van het wapen van Schoterland.
- Het linkerdeel met boom en twee turven komt van het wapen van Aengwirden.

In april 2015 werd door de gemeenteraad besloten het gemeentewapen ongewijzigd te laten nadat een deel van Boarnsterhim aan de gemeente was toegevoegd.

## Verwante wapens

Het wapen van de Schoterlandsche Compagnonsvaart
Het wapen van Schoterland
Het wapen van Aengwirden